# 貝赫巴漢
貝赫巴漢（波斯語：‎，又译貝赫貝漢）是伊朗的城市，位於該國西南部札格羅斯山脈地區，由胡齊斯坦省負責管轄，距離阿瓦士160公里，海拔高度324米，2012年人口104,937。

## 外部連結
- Behbahan Photo Gallery from the Khuzestan Governorship
- The Marafi (Behbahani) Family of Kuwait